# Pseudoceratoppia
Pseudoceratoppia – rodzaj roztoczy z kohorty mechowców i rodziny Ceratoppiidae.
Rodzaj ten został opisany w 1967 roku przez Marie Hammer. Gatunkiem typowym wyznaczono Pseudoceratoppia sexsetosa.
Mechowce te mają długie, zbiegające się ku sobie lamelle i nie posiadają translamelli. Ich hysterosoma jest kulsita z wklęśniętymi przednio-bocznymi krawędziami. Szczeciny notogastralne występują w liczbie 0–3 par, genitalne 6 par, aggenitalne 1 pary, analne 2 par, a adanalne 3 par. Odnóża są trójpalczaste.
Rodzaj znany z krainy australijskiej.
Należy tu 8 opisanych gatunków:
- Pseudoceratoppia barbarae Hammer, 1966
- Pseudoceratoppia asetosa Hammer, 1967
- Pseudoceratoppia clavasetosa Hammer, 1967
- Pseudoceratoppia diversa Hammer, 1967
- Pseudoceratoppia horaki (Mahunka, 1980)
- Pseudoceratoppia logipilis (Moniez, 1894)
- Pseudoceratoppia mariannae J. et P. Balogh, 1983
- Pseudoceratoppia microsetosa Hammer, 1967
- Pseudoceratoppia sexsetosa Hammer, 1967